# 道灌山通站

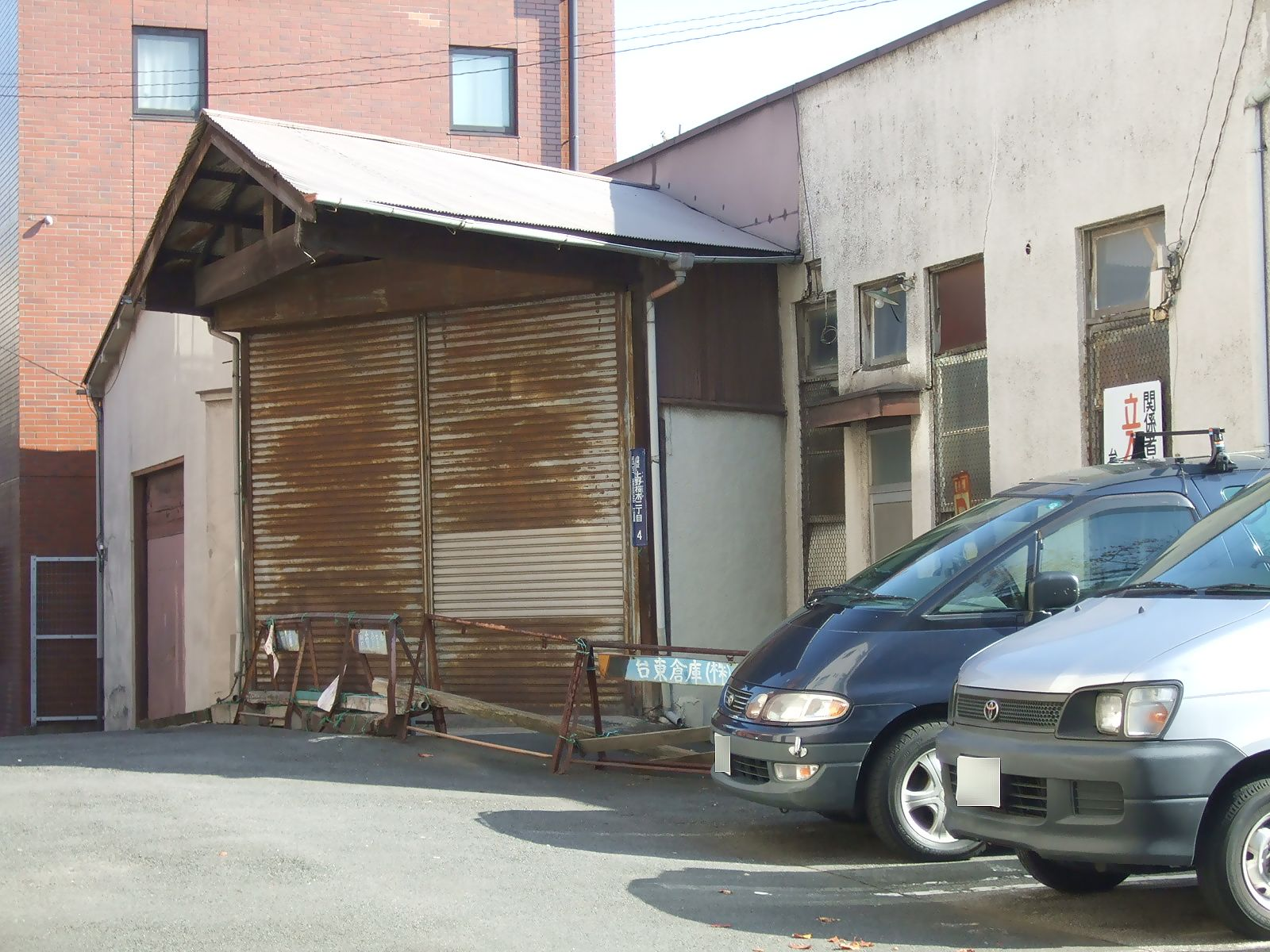
卷閘部分內部為前往地底的樓梯。
（2009年11月23日）

道灌山通站（日语：／*/?）是位於東京都荒川區日暮里町（現時：西日暮里），京成電鐵的本線車站（廢站）。

## 歷史
- 1934年（昭和9年）4月18日 - 車站啟用[3]。
- 1943年（昭和18年）10月1日 - 由於此站是位於日暮里站的步行圈內，因此被指定為不要不急站而暫停服務。
- 1947年（昭和22年）2月28日 - 車站被廢除[3]。

## 車站構造
截至車站廢除前，此站是架空車站，設有2面2線的相對式月台。樓梯位於靠近青砥一方，連接名為「道灌山通」之道路。

## 車站周邊
車站位於日暮里站至新三河島站之間的彎位中途，於JR西日暮里站前道灌山通西日暮里五丁目路口附近。
- 東京都道457號駒込宮地線（日语：東京都道457号駒込宮地線）（道灌山通）
- 東京都道·埼玉縣道58號台東川口線（日语：東京都道・埼玉県道58号台東川口線）
- 西日暮里站前郵局
- 正覺寺

## 相鄰車站
以下公司、路線和車站名稱都是取自截至車站廢除一刻。
京成電鐵
本線
日暮里－道灌山通－新三河島

## 注腳
1. 1 2  《京成の駅 今昔・昭和の面影》JTB出版，2014年，p.43
2. ↑  昭和9年12月15日現在鉄道停車場一覧（日語） - 國立國會圖書館近代數碼圖書館
3. 1 2  今尾惠介（監修）.  3 関東1. 新潮社. 2008: 36. ISBN 978-4-10-790021-0 （日语）.

## 外部連結
- 1936年6月11日由日本陸軍拍攝的航空相片（日語） - 地圖、航空相片參閱服務（國土地理院）
  - 在啟用2年後的航空相片。圖中左下方，向右轉的彎位可看見京成本線，在道灌山通的路口附近可看見一座建築物。
- 1947年7月24日由美軍撮影拍攝的航空相片（日語） -  地圖、航空相片參閱服務（國土地理院）
  - 在廢除5個月後的航空相片。圖中中間下方，向右轉的彎位可看見京成本線，可看見車站遺址。